# Teucholabis argentea
Teucholabis argentea är en tvåvingeart som beskrevs av Alexander 1927. Teucholabis argentea ingår i släktet Teucholabis och familjen småharkrankar. Inga underarter finns listade i Catalogue of Life.